# Baton (寺岡呼人のアルバム)
『Baton』（バトン）は、日本のシンガーソングライター・寺岡呼人の11枚目のオリジナルアルバム。2014年9月23日にTOWER RECORDSより発売された。

## 制作・音楽性
会場限定シングルとしてリリースされた「スマイル」「バトン」を含む全11曲を収録。本作について、寺岡呼人は「自分の『今』を切り取る。それこそが『作品』だと思うし、『ロック』だと思う。ムードやスタイルではなく、なるべく素直にミーハーに、やりたい事を即実行に移せる間は創造力があると最近は特に思う」「寺岡呼人の『今』を実感してもらえる傑作が生まれたと思う」とコメントしている。また、本作では「ミュージシャンもスタッフも『シンガーソングライター』という言葉に流され、歌詞などをなおざりにしてる気がする」「僕は日本の音楽は歌詞が一番大事だと思っていて、ほかのアーティストや作家とのコラボでよりいいものがスムーズにできるんならどんどんやったほうがいい」という理由から、SING LIKE TALKINGの佐藤竹善や多保孝一といった寺岡と親交のあるミュージシャンに楽曲提供を依頼した。
ベスト・アルバム『MASTER PIECE』に続きボーカル・ディレクションは山田ひろしが担当。「流星」「BLOOD, SWEAT & LOVE」「バトン」ではMr.Childrenの鈴木英哉がドラムで参加している。鈴木のドラムについて、寺岡は「バンドマンシップといか、やっぱりバンドマンが叩く音の、血が通う感じがあります」と語っている。

## リリース
初回限定盤と通常盤の2形態で発売。初回限定盤はCD+DVD、通常盤はCDのみ。紙ジャケット仕様になっている。タワーレコードでの購入特典として、「寺岡呼人直筆お手紙 ～今君に渡したいバトンがある～」が抽選でプレゼントされた。
オリジナルアルバムとしては『独立猿人』以来約4年ぶりとなる。

## アートワーク
本作のアートディレクターは信藤三雄が担当。寺岡呼人曰く、「この世にいるような、いないような感じの道化や大道芸人が、バトンを持って常に旅をしているようなイメージ」が元になっている。

## プロモーション
本作発売に伴い、寺岡呼人初となるインストアイベントをタワーレコード3店舗で開催。2014年9月24日にはタワーレコード新宿店、9月26日には大阪のタワーレコードNU茶屋町店、10月4日にはタワーレコード渋谷店で実施され、それぞれトークやライブ、特典会（握手会、サイン会）が行なわれた。また、新宿店では本作に楽曲提供しているSING LIKE TALKINGの佐藤竹善がゲストとして出演したほか、NU茶屋町店ではさだまさしがゲストとして出演し、自身がレギュラーを務めるFM COCOLOの番組『CIRCLE OF MUSIC』の公開収録が行なわれた。渋谷店では、寺岡にとって初となるチェキ会も実施された。

## ツアー
2014年11月1日から12月20日まで、13会場13公演に渡るライブツアー『Yohito Teraoka tour 2014「Baton」』を開催。本ツアーは『Yohito Teraoka tour 2014「Baton」バンド編』4公演と『Yohito Teraoka tour 2014「Baton」弾き語り編 徒然道草 ～第十幕～』9公演の2本立てとなった。

## 収録曲

### CD
- プロデュース：寺岡呼人

1. 流星 [5:06]
  - 作詞：寺岡呼人・山田ひろし / 作曲・編曲：寺岡呼人

本アルバムの中で最後に出来た楽曲[10]。
2. BLOOD, SWEAT & LOVE [5:14]
  - 作詞：寺岡呼人・山田ひろし / 作曲・編曲：寺岡呼人

TBS系情報番組『エン活!』2014年10月度オープニングテーマ[11]。
ライブツアー『Yohito Teraoka tour 2014「BLOOD, SWEAT & LOVE」』のタイトルソング。同ライブで初披露された。本アルバムのタイトル候補でもあったという[3]。
寺岡がサザンオールスターズのライブを観たことから影響を受け制作された楽曲[12]。
ミュージック・ビデオが制作されており、本作の初回限定盤に収録されている。監督はクリエイターチーム・映像家族yuccaの牧田裕也が務めた。また、このミュージック・ビデオとは異なる「WEB限定ver.」がタワーレコードの公式YouTubeチャンネルで公開されている。監督は同じく映像家族yuccaが務め、男女の恋愛を描いたストーリー調の映像と寺岡のライブ映像で構成されている[13]。
ベスト・アルバム『MASTER PIECE -maverick- Best of 30 Years』にも収録された。
3. バックミラー [5:00]
  - 作詞・作曲・編曲：寺岡呼人

ベスト・アルバム『MASTER PIECE -maverick- Best of 30 Years』にも収録された。
4. バトン [6:06]
  - 作詞：寺岡呼人・桜井和寿 / 作曲・編曲：寺岡呼人

ライブ会場限定シングル。
読売テレビ・日本テレビ系バラエティ番組『カミングアウトバラエティ!! 秘密のケンミンSHOW』エンディングテーマ[14]。
本アルバムのタイトルソング。
5. Departure [5:01]
  - 作詞：山田ひろし / 作曲：佐藤竹善 / 編曲：森俊之

寺岡曰く、「王道の"AOR"」[15]。
6. Japan As No.1!! [4:38]
  - 作詞：山田ひろし / 作曲・編曲：多保孝一
7. 青山通り [5:50]
  - 作詞・作曲：寺岡呼人 / 編曲：寺岡呼人・鈴木 "Daichi" 秀行

2013年に発売されたJUN SKY WALKER(S)のアルバム『FLAGSHIP』に収録されていた楽曲。
本楽曲について、寺岡は「こういう80'sな感じって、ちょっと前ならかっこ悪いなぁって感じたと思うんですが、いまこれがツボにハマるんじゃないかなって。これがカッコいい時代になってくるんじゃないかっていう、自分の中での実験も含めてやってみたんです」と語っている[16]。
8. Gear ～歯車～ [4:45]
  - 作詞：寺岡呼人・山田ひろし / 作曲：寺岡呼人 / 編曲：寺岡呼人・PABLO
9. 天職 [2:56]
  - 作詞・作曲・編曲：寺岡呼人

寺岡は「僕はもともと飽きっぽい性格で、なにをやっても長続きしない人間だったんですけど、唯一、音楽だけが続いているし、続けたいと思ってきた。今は昔に比べると、会社でも何でも辞めやすいし、社会を諦めがちになっている。そんな時代になってしまったけれど、辞めないことや続けることは、以前よりも大切になってきたのかもしれないなっていう思いが、『天職』という曲に繋がっていったのかなと思います」と語っている[6]。
10. スマイル [4:53]
  - 作詞・作曲・編曲：寺岡呼人

ライブ会場限定シングル。
11. ご贔屓に [6:08]
  - 作詞・作曲・編曲：寺岡呼人

ファンに向け感謝の想いを込めて書かれた楽曲。2013年に寺岡が主催した音楽イベント『Golden Circle Vol.18 ～Yohito Teraoka 20th Anniversary Special～』で初披露された[17]。
ベスト・アルバム『MASTER PIECE -maverick- Best of 30 Years』にも収録された。

### 初回限定盤付属DVD

#### Music Video
1. バトン
2. BLOOD, SWEAT & LOVE

#### 2014.2.8 「MASTER PIECE」@赤坂BLITZ
1. ブランニュージェネレーション
2. 競争る為にだけ生まれてきた訳じゃねぇ
3. スマイル
4. バトン
5. スーパースター

## 参加ミュージシャン
- 鈴木英哉 (Mr.Children)：Drums (#1, #2, #4)
- 島村英二：Drums (#3, #9, #11)
- 玉田豊夢：Drums (#5)
- 林久悦：Drums (#6, #10), Chorus (#2, #10, #11)
- 城戸紘志：Drums (#8)
- 寺岡呼人：Bass (#1 - #4, #6 - #8), Electric Guitar (#9), Acoustic Guitar (#1, #3, #4, #7, #9 - #11), Keyboards (#8), Chorus (#6, #10, #11)
- 松原秀樹：Bass (#5)
- 林由恭：Bass (#9 - #11), Chorus (#2, #10, #11)
- 松原正樹：Electric Guitar (#1, #3, #5)
- 鈴木 "Daichi" 秀行：Electric Guitar (#2, #4, #7), Piano (#4), Keyboards (#4, #7)
- 磯貝サイモン：Electric Guitar (#4, #10), Piano (#1 - #3, #9 - #11) Keyboards (#3, #9 - #11), Chorus (#10)
- 田中義人：Electric Guitar (#5)
- 多保孝一：Electric Guitar (#6), Chorus (#6)
- 山口隆志：Electric Guitar (#6)
- PABLO：Electric Guitar (#8), Keyboards (#8)
- 浜崎快声：Electric Sitar (#3)
- 高田漣：Steel Guitar (#11)
- 森俊之：Keyboards (#5, #7)
- 伊東ミキオ：Piano (#6)
- 三沢またろう：Percussion (#3, #6, #11)
- 八木のぶお：Harp (#1, #11)
- 山田ひろし：Chorus (#2, #5, #6, #11)
- 佐藤竹善：Chorus (#5)
- "Yeah!" Girls：Chorus (#2)